# Harpaphe haydeniana
Harpaphe haydeniana, znana tudi kot cianidna kačica, je vrsta dvojnonoge iz družine Xystodesmidae, ki prebiva v vlažnih gozdovih na pacifiški obali Severne Amerike, od Kalifornije do Britanske Kolumbije in Aljaske.
V dolžino zraste od 2,5–5 cm in živi 2-3 leta. Telo je črne barve, ob straneh pa se nahajajo pike rdeče do rumene barve. Sestavljeno je iz 20 členov, samice imajo 31 parov nog, samci pa 30 parov; razlika pri samcih je posledica modifikacije 7. para nog v gonopodije za izmenjavo sperme.
Kot vse kačice tudi cianidna kačica predstavlja pomemben del gozdnega ekosistema, saj razgrajuje odmrlo listje in tako sprosti hranila za druge organizme. Nezrele kačice se hranijo s humusom.
Ciandina kačica ima le malo plenilcev zaradi aposematskega obarvanja telesa in sposobnosti izločanja strupene cianovodikove kisline (HCN), ki ima vonj po pečenih mandljih in je eden najučinkovitejših znanih presnovnih strupov; eden od specializiranih plenilcev je hrošč vrste Promecognathus laevissimus.